# 奥代莉
奥代莉（英語：Otelli Edwards；1986年11月19日—）是一位在媒体领域拥有二十年职业生涯的新加坡新闻主播、记者和主持人。 她通过在电视、广播、播客和印刷媒体的工作，在新加坡媒体界确立了自己作为杰出人物的地位。 目前，奥代莉是新传媒旗下的亚洲新闻台的首席新闻主播，她主持该台的旗舰新闻节目《东亚今晚》。 在这个角色中，她报道东亚地区的重大议题，包括政治、政策、经济和市场，旨在增进全球观众对亚洲的了解。 将她主持《东亚今晚》描述为旗舰角色，凸显了该节目在 CNA 新闻节目中的重要性，并将她定位为该台报道该地区的关键主播。

## 早年生活和教育
奥代莉于1986年11月19日出生于新加坡。 她在新加坡国立大学接受高等教育，获得传播与新媒体文学学士学位。

## 职业生涯

### 早期职业
奥代莉在新闻行业建立了跨越二十年的职业生涯，为新加坡的媒体景观做出了贡献，涵盖电视、广播、播客和印刷媒体。

### 新传媒
在新传媒任职期间，奥代莉通过参与电视、广播、播客和印刷等多种媒体形式，展现了她的多才多艺。她在新传媒的主要隶属机构是亚洲新闻台，担任首席新闻主播。目前，她是《东亚今晚》的主要主播，这是一档每工作日晚上播出的一小时新闻节目，关注中国大陆、台湾、香港、日本、朝鲜和韩国的每日事件，同时简要报道突发新闻和国际新闻。在这一角色中，她探讨东亚地区与政治、政策、经济和市场相关的紧迫问题，旨在为全球观众提供对亚洲的更深入了解。
奥代莉还在新传媒的其他新闻节目中担任过重要角色。她从2014年12月31日至2020年10月19日在工作日担任《News Tonight》（原名《News 5》）的主要主播。在更名前，《News 5 Tonight》作为新传媒5频道“本地提升”计划的一部分被重新命名为《News 5》。 此外，她的履历包括《Singapore Today》，她在其中共同主持了一档特别节目《Ask The Finance Minister 2025》。 她还参与了《Asia First》的工作。此外，奥代莉在2013年至2014年期间担任时事和信息教育节目《On the Red Dot》的主播。 该节目最初在第5频道播出，后来在CNA重播，在她任职期间她是主要主持人之一。

### 著名采访和报道
在她的职业生涯中，奥代莉采访了许多有影响力的人物，包括印度总理纳伦德拉·莫迪、黑岩公司首席执行官拉里·芬克、拳击传奇曼尼·帕奎奥和音乐家坎耶·韦斯特。她还报道了许多关键的全球事件，如贝娜齐尔·布托（Benazir Bhutto）和安倍晋三的暗杀、缅甸政变以及重要的地区选举。她丰富的经验和可信度体现在她采访的众多知名人物和报道的重大事件中，显示出她在处理重要任务时获得的信任。
她的一些著名采访包括与新加坡外交部长维文医生在《News 5》上讨论 COVID-19 的影响和日本首相安倍晋三的辞职。她还采访了教育部长陈振声，讨论特朗普关税对新加坡经济的潜在影响。奥代莉曾与国际红十字会与红新月会联合会（IFRC）的发言人讨论向加沙运送援助的问题。 她的工作还扩展到播客领域，她共同主持“Deep Dive”播客，在 2025 年大选前采访了工人党的候选人王律平和人民行动党的刘佳敏（Jasmin Lau）。她还采访了香港大学的Quentin Parker教授，讨论比较中国卫星与埃隆·马斯克的星链。此外，奥代莉采访了李逸仙教授（Professor Leo Yee-Sin）和黄英勇教授（Professor Ooi Eng Eong），讨论新加坡在 COVID-19 大流行期间的经验，以及一位长寿医学从业者关于长寿秘诀的看法。